# Benthonella fischeri
Benthonella fischeri är en snäckart som beskrevs av Dall 1889. Benthonella fischeri ingår i släktet Benthonella och familjen Rissoidae. Inga underarter finns listade i Catalogue of Life.